# Tillandsia didistichoides
Tillandsia didistichoides är en gräsväxtart som beskrevs av Carl Christian Mez. Tillandsia didistichoides ingår i släktet Tillandsia och familjen Bromeliaceae. Inga underarter finns listade i Catalogue of Life.